# Ecuación del centro

Vista simulada de un objeto en una órbita elíptica, como se ve desde el foco de la órbita. La vista gira de acuerdo con la anomalía media, por lo que el objeto parece oscilar hacia adelante y hacia atrás en esta posición media con la ecuación del centro. El objeto también parece hacerse cada vez más pequeño a medida que se aleja más y más debido a la excentricidad de la órbita. Un marcador (rojo) muestra la posición relativa del ápside.

En astrodinámica, es posible abordar el problema de los dos cuerpos Kepleriano mediante la ecuación del centro, considerando la diferencia angular entre la posición real de un cuerpo en su órbita elíptica y la posición que ocuparía si su movimiento fuera uniforme, en una órbita circular del mismo período. Se define como la diferencia entre la anomalía verdadera, ν, y la anomalía media, M, y se expresa típicamente como una función de la anomalía media, M y de la excentricidad orbital, e.

## Discusión
Desde la antigüedad, el problema de predecir los movimientos de los cuerpos celestes se ha simplificado al reducirlo a uno de un solo cuerpo en órbita alrededor de otro. Al calcular la posición del cuerpo alrededor de su órbita, a menudo es conveniente comenzar asumiendo un movimiento circular. Esta primera aproximación es simplemente una velocidad angular constante multiplicada por una cantidad de tiempo. Hay varios métodos de proceder para corregir la posición circular aproximada a la producida por el movimiento elíptico, muchos de ellos complejos, y muchos que implican la solución de la Ecuación de Kepler. En contraste, la ecuación del centro es uno de los métodos más fáciles de aplicar.
En casos de excentricidad orbital pequeña, la posición dada por la ecuación del centro puede ser casi tan precisa como cualquier otro método para resolver el problema. Muchas órbitas de interés, como las de los cuerpos en el Sistema solar o las de los satélites artificiales que giran alrededor de la Tierra, tienen casi estas órbitas circulares. A medida que la excentricidad se hace mayor y las órbitas son más elípticas, la exactitud de la ecuación disminuye, fallando por completo en los valores más altos, y por lo tanto, no se usa para tales órbitas.
La ecuación en su forma moderna se puede truncar a cualquier nivel arbitrario de precisión, y cuando se limita a solo los términos más importantes, puede producir una aproximación calculada fácilmente de la posición verdadera cuando la precisión total no es importante. Tales aproximaciones se pueden usar, por ejemplo, como valores iniciales para soluciones iterativas de la ecuación de Kepler, o en el cálculo de tiempos de ajuste, que debido a los efectos atmosféricos no pueden predecirse con mucha precisión.
En la antigua Grecia, en particular Hiparco de Nicea, se conocía la ecuación del centro como prostaféresis, aunque su comprensión de la geometría del movimiento de los planetas no era la misma. La palabra ecuación (del latín, aequatio, -onis) en el sentido presente proviene de la astronomía. Johannes Kepler utilizó el término y lo definió como aquella cantidad variable determinada por el cálculo que debe sumarse o restarse del movimiento promedio para obtener el movimiento verdadero. En astronomía, el término ecuación de tiempo tiene un significado similar. La ecuación del centro en su forma moderna se desarrolló como parte del análisis de perturbaciones, es decir, el estudio de los efectos de un tercer cuerpo en el movimiento de dos cuerpos.

## Expansión en serie

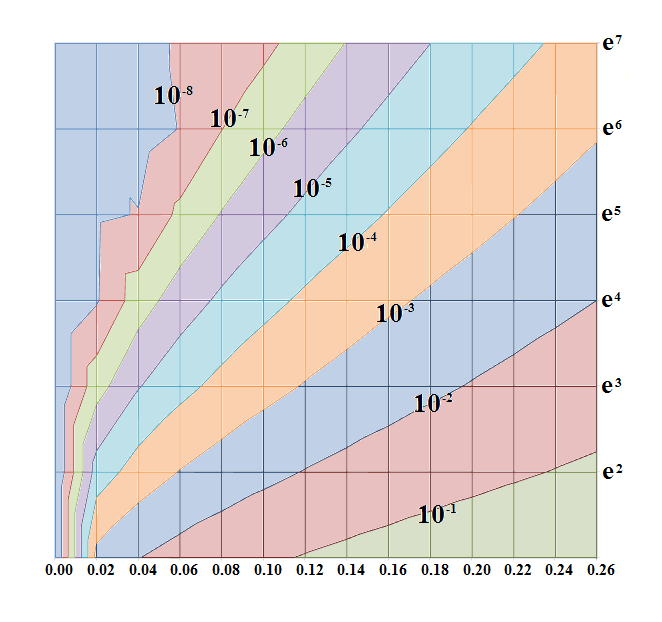
Error máximo de la expansión en serie de la ecuación del centro, expresada en radianes, en función de la excentricidad orbital (eje inferior) y de la potencia de la excentricidad orbital e, en la que la serie se trunca (eje derecho). Téngase en cuenta que con pequeñas excentricidades (lado izquierdo del gráfico), la serie no necesita ser desarrollada a potencias elevadas para producir resultados precisos.

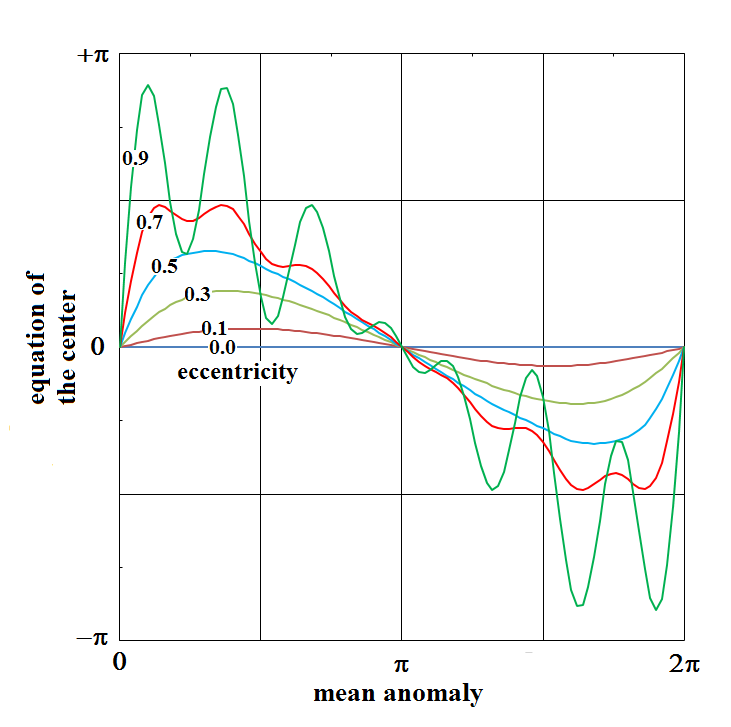
Ecuación del centro expandida en serie en función de la anomalía media para varias excentricidades, con la expresión truncada en e^{7} para todas las curvas. Téngase en cuenta que la ecuación truncada falla con excentricidades altas, y produce una curva oscilante.

En el movimiento kepleriano, las coordenadas del cuerpo vuelven a los mismos valores con cada órbita, que es la definición de una función periódica. Dichas funciones se pueden expresar como series de cualquier variable angular con crecimiento continuo, y la variable de mayor interés es la anomalía media, M. Debido a que aumenta de manera uniforme con el tiempo, expresar cualquier otra variable como una serie en la anomalía media es esencialmente lo mismo que expresarlo en términos del tiempo. Cuando la excentricidad e de la órbita tiene un valor pequeño, los coeficientes de la serie se pueden desarrollar en términos de potencias de e. Téngase en cuenta que, si bien estas series se pueden presentar en forma truncada, en realidad representan una suma de un número infinito de términos.
La serie para ν, la anomalía verdadera, se puede expresar de manera más conveniente en términos de M, e y una función de Bessel de primera especie,
{\displaystyle \nu =M+2\sum _{s=1}^{\infty }{\frac {1}{s}}\left\{J_{s}(se)+\sum _{p=1}^{\infty }\beta ^{p}\left[J_{s-p}(se)+J_{s+p}(se)\right]\right\}\sin sM,}
donde
{\displaystyle J_{n}(se)} es la función de Bessel y
{\displaystyle \beta ={\frac {1}{e}}\left(1-{\sqrt {1-e^{2}}}\right).}
El resultado está en radianes.
Las funciones de Bessel se pueden ampliar en potencias de e en la forma
{\displaystyle J_{n}(x)={\frac {1}{n!}}\left({\frac {x}{2}}\right)^{n}\sum _{m=0}^{\infty }(-1)^{m}{\frac {\left({\frac {x}{2}}\right)^{2m}}{m!\prod _{k=1}^{m}(n+k)}}}
y βm por,
{\displaystyle \beta ^{m}=\left({\frac {e}{2}}\right)^{m}\left[1+m\sum _{n=1}^{\infty }{\frac {(2n+m-1)!}{n!(n+m)!}}\left({\frac {e}{2}}\right)^{2n}\right].}
Sustituyendo y reduciendo, la ecuación para ν se vuelve (truncada en el orden e7),
{\displaystyle {\begin{aligned}\nu =M&+\left(2e-{\frac {1}{4}}e^{3}+{\frac {5}{96}}e^{5}+{\frac {107}{4608}}e^{7}\right)\sin M\\&{}+\left({\frac {5}{4}}e^{2}-{\frac {11}{24}}e^{4}+{\frac {17}{192}}e^{6}\right)\sin 2M\\&{}+\left({\frac {13}{12}}e^{3}-{\frac {43}{64}}e^{5}+{\frac {95}{512}}e^{7}\right)\sin 3M\\&{}+\left({\frac {103}{96}}e^{4}-{\frac {451}{480}}e^{6}\right)\sin 4M\\&{}+\left({\frac {1097}{960}}e^{5}-{\frac {5957}{4608}}e^{7}\right)\sin 5M\\&{}+{\frac {1223}{960}}e^{6}\sin 6M+{\frac {47273}{32256}}e^{7}\sin 7M+\cdots \end{aligned}}}
y según la definición, llevando M hacia el lado izquierdo de la expresión,
| {\displaystyle \nu -M=\left(2e-{\frac {1}{4}}e^{3}+{\frac {5}{96}}e^{5}+{\frac {107}{4608}}e^{7}\right)\sin M+\cdots } |
da la ecuación del centro.
Esta ecuación se deduce a veces de una manera alternativa y se presenta en términos de potencias de e con coeficientes en funciones de {\displaystyle sinM} (truncadas en el orden e6),
{\displaystyle {\begin{aligned}\nu =M&{}+2e\sin M+{\frac {5}{4}}e^{2}\sin 2M\\&{}+{\frac {e^{3}}{12}}(13\sin 3M-3\sin M)\\&{}+{\frac {e^{4}}{96}}(103\sin 4M-44\sin 2M)\\&{}+{\frac {e^{5}}{960}}(1097\sin 5M-645\sin 3M+50\sin M)\\&{}+{\frac {e^{6}}{960}}(1223\sin 6M-902\sin 4M+85\sin 2M)+\cdots \end{aligned}}}
que es idéntica a la fórmula anterior.
Para e pequeña, la serie converge rápidamente. Si e excede 0.6627..., diverge para algunos valores de M, efecto descubierto por Pierre-Simon Laplace.

## Ejemplos
|          | Excentricidad orbital | Ecuación del centro máxima (serie truncada como se muestra) | Ecuación del centro máxima (serie truncada como se muestra) | Ecuación del centro máxima (serie truncada como se muestra) |
| e7       | Excentricidad orbital | e3                                                          | e2                                                          |                                                             |
| Venus    | 0.006777              | 0.7766°                                                     | 0.7766°                                                     | 0.7766°                                                     |
| Tierra   | 0.01671               | 1.915°                                                      | 1.915°                                                      | 1.915°                                                      |
| Saturno  | 0.05386               | 6.174°                                                      | 6.174°                                                      | 6.186°                                                      |
| Marte    | 0.09339               | 10.71°                                                      | 10.71°                                                      | 10.77°                                                      |
| Mercurio | 0.2056                | 23.68°                                                      | 23.77°                                                      | 23.28°                                                      |